# ウルリヒ1世 (ケルンテン公)
ウルリヒ1世（ドイツ語：Ulrich I., ? - 1144年4月7日）は、ケルンテン公およびヴェローナ辺境伯（在位：1135年 - 1144年）。

## 生涯
ウルリヒ1世はケルンテン公エンゲルベルトとパッサウ城伯ウルリヒの娘ウタとの間の長男である。父エンゲルベルトは1135年に退位し、皇帝ロタール3世によりバンベルクで開かれた帝国議会においてウルリヒ1世がケルンテン公およびヴェローナ辺境伯に任ぜられた。
1136年から1137年に、ウルリヒは皇帝のイタリア遠征に参加した。1138年以降、ウルリヒ1世はケルンテン貴族と、ケルンテンに広大な領地を持っていたザルツブルク大司教およびバンベルク司教との争いに巻き込まれた。
ウルリヒ1世はバーデン辺境伯ヘルマン2世の娘ユーディトと結婚し、以下の子女をもうけた。
- ハインリヒ5世（1161年没） - ケルンテン公（1144年 - 1161年）
- ヘルマン2世（1181年没） - ケルンテン公（1161年 - 1181年）
- ウルリヒ - ライバッハ伯、長兄より先に死去
- ゴットフリート - 修道士、父より先に死去
- ピルグリム（1161年没） - アクィレイア総大司教（1131/2年 - 1161年）